# Kuźnica Trzcińska
Kuźnica Trzcińska – wieś w Polsce położona w województwie wielkopolskim, w powiecie kępińskim, w gminie Trzcinica.
W latach 1975–1998 miejscowość administracyjnie należała do województwa kaliskiego.
Wieś została założona dzięki staraniom rodziny Trzcińskich (w osobie Jana Trzcińskiego) w XVI wieku, a dokładniej około 1590 roku. Rozwój osadniczy zintensyfikował się około 1610. Jako jedna z nielicznych w Polsce nie była ona wsią pańszczyźnianą, lecz miejscowością wolnych rzemieślników i robotników.
Przez Kuźnicę Trzcińską przepływa niewielka rzeka Pomianka (nazwa pochodzi od położonej w pobliżu wsi Pomiany), mająca swoje źródła na terenie gminy Trzcinica.